# 興廉 (光緒進士)
興廉 (1853年—?)，蒙古鑲黃旗人，清朝政治人物、進士出身。
光緒二十一年（1895年），参加光緒乙未科殿試，登進士二甲38名。同年五月，改翰林院庶吉士。光緒二十四年四月，散館，著以部属用。